# Josef Josefovič Jungmann
Josef Josefovič Jungmann, vlastním jménem Josef Jungmann (13. srpna 1801 Litoměřice – 24. prosince 1833 Praha) byl český překladatel, syn jazykovědce Josefa Jungmanna. Aby se odlišil od otce, podepisoval se patronymem Josefovič.

## Život
Pokřtěn byl jako Josef Johann Ignác Jungmann, syn Josefa Jungmanna a jeho manželky Johanny Světecké z Černčic (1780–1855). Byl nejstarší ze šesti dětí a jediný syn; dva ze sourozenců zemřeli krátce po narození.
Koncem roku 1815 se rodina přestěhovala z Litoměřic do Prahy, kde Josef Josefovič Jungmann ukončil gymnázium a vystudoval práva. Pracoval jako úředník zemského soudu, roku 1828 byl jmenován auskultantem; v roce 1831 vážně onemocněl a soudcovské zkoušky nemohl složit. Podle matriky zemřelých zemřel na nervovou horečku (Nervenfieber). Je pohřben na Olšanských hřbitovech, společně se svým otcem.

## Dílo
Překládal z němčiny, ruštiny a angličtiny, z jeho díla se uvádí především:
- Spolu s otcem připravoval Slovník česko-německý
- Pravděpodobně spolu s otcem přeložil libreto Mozartova Únosu ze serailu
- Neotištěny zůstaly teoretické Úvahy o překládání zpěvů a první česká učebnice hry na klavír

Dopisy Josefa Josefoviče Jungmanna, (např. s Antonínem Markem, Janem Kollárem, Václavem Hankou, Františkem Šírem, Josefem Vladimírem Pelikánem a Františkem Vetešníkem) z let 1820–1833. Časově zahrnuje dobu třinácti let – od r. 1820 vyšly v roce 1956 v SNKLHU pod názvem Josef Josefovič Jungmann: Korespondence.